# Viikusjärvi (meer)
Het Viikusjärvi is een meer in Zweden. Het ligt op de grens van de gemeenten Kiruna en de Pajala aan het eind van een zijweg van de Europese weg 45, die naar Nedre Soppero gaat. Het meer is ongeveer 1 km² groot, maar dat is een schatting. Het ligt in een uitgestrekt gebied met moeras, waarbij de oevers niet altijd even duidelijk zijn te onderscheiden.